# 短消息网关
短消息网关（SMG，Short Message Gateway）是设在移动通信公司网络与数据接受和发送端之间的中间件设备，是为了解决收费短信数据的计费问题、为内容提供商（ICP）提供统一的服务接口而设置的，可以完成收费数据的代收服务费、信息费以及业务管理和安全管理的功能。

## 系统组成
短消息网关应由六个部分组成：
1. 支持SMPP协议与GSM通信网络中短消息中心连接的通信代理系统。
2. 支持数据流量控制的通信代理系统。
3. 保障网关安全的防火墙系统。
4. 完成业务和短消息处理的信息处理系统。
5. 提供原始账单信息和进行计费的计费系统。
6. 进行数据监控和人工管理的业务监管系统。